# Mereruka
Mereruka (c. 2300 a. C.) fue unos de los chatys (canciller) del faraón de la sexta dinastía Teti y gobernador de Menfis. Según hizo escribir en su tumba, tenía 84 de títulos, entre ellos Ministro de Justicia, Chaty, Jefe de los sacerdotes lectores, Amigo único, Sacerdote de Anubis,....
Estaba casado con una de las hijas del rey, la princesa Sesseset II, con la que tuvo varios hijos. El mayor, Meriteti, llegó a ser también Inspector de los trabajos de la pirámide de Teti. Se hizo construir en Saqqara una mastaba al norte de la pirámide de Teti, tumba que contiene relieves policromados considerados entre los más bonitos del Imperio Antiguo.
| U6 | D21 · D21 | G43 | D28 |

| U6 | D21 · D21 | G43 | D28 |

## Tumba
Era propietario de un gran mastaba familiar al noreste de la necrópolis de Saqqara, junto al complejo funerario del faraón; en ella fueron enterrados él, su esposa Uatet-Jet-hor, también llamada Sesseset, y su hijo Meriteti ("hijo mayor", "Inspector de los sacerdotes de la pirámide"); también menciona a sus otros hijos: Pepianj, Memi, Jenti, Apref, Jenu y Nefer, así como a otra hija cuyo nombre no se conserva. Es uno de los mejores ejemplos de las lujosas tumbas de los cortesanos de finales del Imperio Antiguo.
La tumba fue descubierta y excavada por Jacques de Morgan en 1893. De 23 x 41 metros, está forrada de piedra caliza y en el exterior se detallan los títulos del chaty, y curiosamente está orientada al sur y no al norte como era lo habitual. Es la mastaba más grande de las descubiertas, con treinta y una cámaras en tres grupos: 21 de Mereruka (10 de ellas totalmente decoradas), 5 de Seshseshat y 5 de Meriteti, añadidas posteriormente al norte. Adicionalmente, existen 3 pozos que conducen a sus cámaras funerarias. Una serie de cámaras forman un corredor que conduce a una gran sala cuyo techo se apoya en seis pilares. 
En la pared norte había un nicho con la estatua de Mereruka, que se conserva en el Museo de El Cairo. En ella, el chaty aparece de pie con la pierna izquierda avanzada, llevando en la mano un rollo. Porta peluca ceremonial, un pectoral y pulseras, y a sus pies hay una mesa de ofrendas de alabastro. El nicho está rodeado con las fórmulas que se habían de recitar en honor a los muertos y una descripción de todo lo que necesitaba en la otra vida.
La decoración de la sala representa escenas de la vida cotidiana: el cultivo de los campos, ganado, una fiesta con músicos y bailarines, escenas de caza y pesca y del trabajo de diferentes artesanos. Vigilando todo, aparecen Mereruka y Seshseshat. En la antecámara había una puerta falsa de granito rojo y un serdab que contuvo antes otra estatua de Mereruka.